# Podocarpus macrophyllus
Espèce
Classification phylogénétique
Statut de conservation UICN

 LC  : Préoccupation mineure
Podocarpus macrophyllus est un arbre de la famille des Podocarpacées (Conifères), originaire d'Extrême-Orient, souvent cultivé comme arbre d'ornement.
Il est également connu sous le nom de « pin des bouddhistes » et, notamment dans les pays anglo-saxons sous ses noms japonais de Kusamaki ou Inumaki, Il possède de belles aiguilles d'un vert profond, légèrement arrondies.
Nom scientifique : Podocarpus macrophyllus (Thunb.) Sweet (synonyme : Taxus macrophylla Thunb.).

## Description
C'est un arbre à croissance lente, de taille moyenne (15 à 20 m de haut) à feuillage persistant.
Les feuilles, linéaires, arrondies aux extrémités, ont de 5 à 15 cm de long sur environ 1 cm de large, coriaces, de couleur vert brillant dessus, glaucescente dessous, munies d'une nervure principale bien marquée.
Les cônes ovoïdes portés par un court pédoncule ont environ 1 cm de long, ils sont formés par 2 à 4 écailles coalescentes, dont une (parfois deux) est fertile portant une seule graine apicale. A maturité, les écailles se gonflent et prennent l'aspect d'une baie charnue de 10 à 20 mm de long de couleur rougeâtre à pourpre. Les oiseaux consomment ces fruits, contribuant ainsi à la dispersion des graines.

## Aire de répartition
C'est l'espèce la plus septentrionale du genre Podocarpus. Elle est originaire du sud du Japon (Honshū, Kyūshū, îles Ryūkyū, Shikoku), du sud de la Chine et de Taïwan.
Cultivée très anciennement au Japon, cette espèce a été introduite en Europe en 1804 par William Kerr.

## Utilisation

### Arbre d'ornement
Le Podocarpus macrophyllus est cultivé comme arbre d'ornement dans les parcs et jardins tant pour son port que pour son feuillage toujours vert. Il est populaire particulièrement au Japon et dans le Sud-Est des États-Unis.
Les arilles entourant les cônes mûrs sont comestibles, bien que les graines ne doivent pas être consommées.

### Culture de bonsaï
- Exposition

En été, une exposition à l'extérieur lui convient très bien. Moyennant une courte période d'acclimatation, il supportera même parfaitement le plein soleil. En hiver, cette espèce ne supportant pas trop le froid, éviter de l'exposer à des températures inférieures à 10 °C. Veiller à lui assurer une luminosité abondante qui lui est indispensable pour rester en bonne santé.
- Rempotage et substrat

Prévoir un rempotage tous les deux à trois ans. Couper un bon tiers du pain racinaire en prenant garde à ne pas éliminer trop de nodules nécessaires à l'assimilation d'azote. Le substrat qu'il est conseillé d'utiliser est l'akadama. À défaut, composer un substrat comportant 90 % de pouzzolane ou de pumice et 10 % de terreau ou d'écorces de pins broyées.
- Entretien

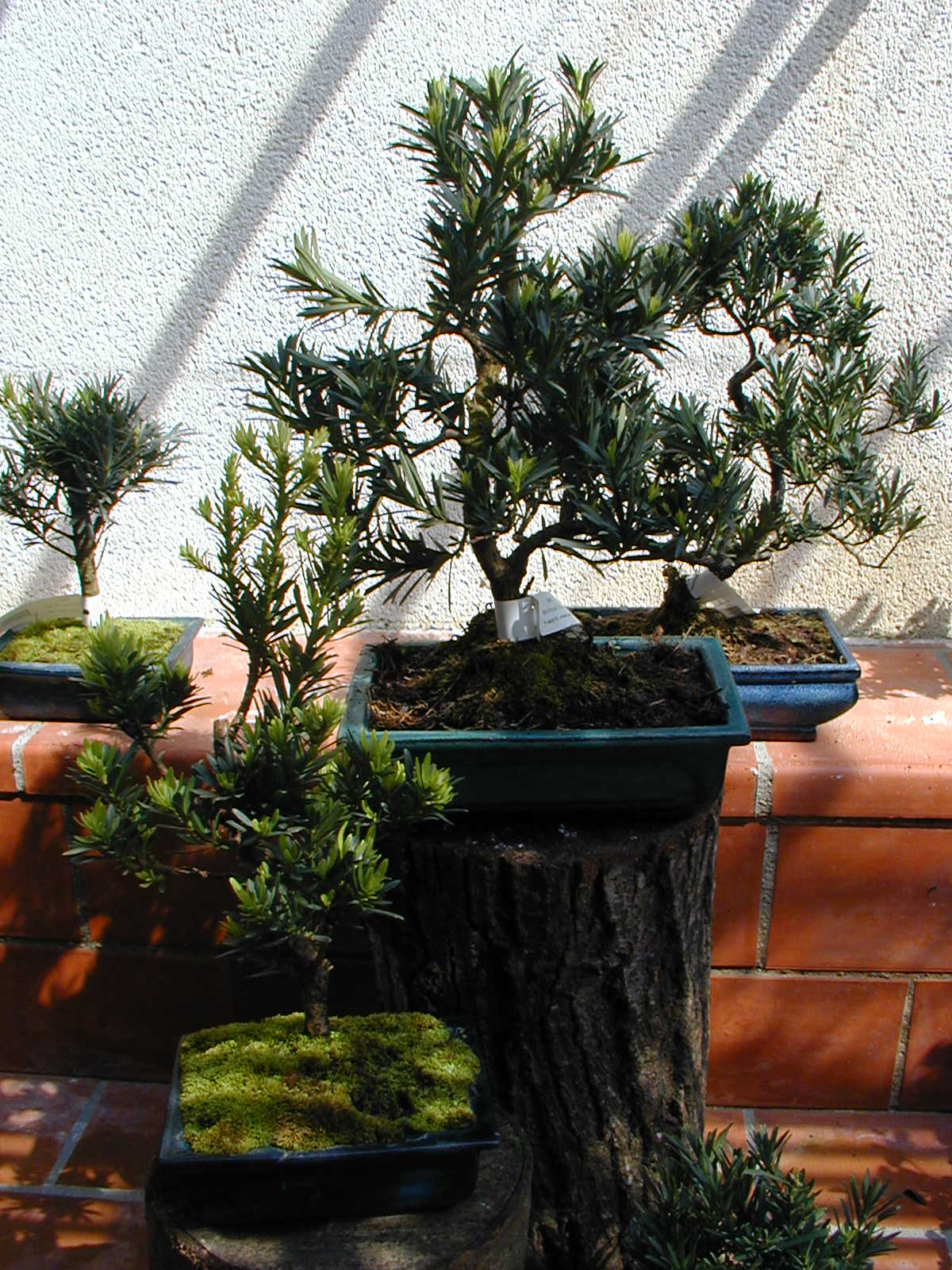
Bonsaï de podocarpus

Le podocarpus doit être arrosé en pluie fine par le dessus. Toutefois, il apprécie une petite période de sécheresse entre les arrosages. Il apprécie tout particulièrement une atmosphère bien humide. Une soucoupe remplie de graviers et d'eau sous son pot lui fera grand bien en augmentant légèrement l'hygrométrie. En hiver, si le podocarpus est à l'intérieur, le placer à proximité d'une petite fontaine décorative ou d'un aquarium, ce qui permettra ainsi d'élever l'hygrométrie. La fertilisation aux boulettes d'engrais organique à lente décomposition lui est très profitable. En effet la diffusion lente qu'elle procure lui permet une fertilisation continue et compense ainsi le lessivage du substrat. Le podocarpus est persistant, toutefois sa croissance est très ralentie pendant la saison froide. Aussi, en hiver, réduire fortement la fertilisation.
- Taille et ligature

Pincer les rameaux lorsqu'ils atteignent une dizaine de centimètres et les rabattre à 2 cm au-dessus d'une insertion foliaire. La taille de structure se pratique en hiver. Le podocarpus se ligature toute l'année. Attendre que les jeunes rameaux soient aoûtés avant de les ligaturer. Les ligatures ne doivent pas rester en place plus de huit à dix semaines.
- Parasites

Cette espèce est sensible aux parasites suivants :
- Pucerons
- Araignées jaunes
- Cochenilles farineuses
- Les styles

Le podocarpus peut se cultiver dans plusieurs styles :
- Chokkan (droit vertical)
- Shakan (penché)
- Fukinagashi (couché par le vent)
- Sharimiki (écorçage)
- Néagari (racines apparentes)

## Symbolisme
Le Podocarpus macrophyllus est l'arbre-emblème de la province japonaise de Chiba, où il est connu sous le nom de Kusamaki.

## Sources
- Abcorpus n°3 par Alain Patiny sous licence FDL GNU